# Camponotus vittatus
Camponotus vittatus är en myrart som beskrevs av Auguste-Henri Forel 1904. Camponotus vittatus ingår i släktet hästmyror, och familjen myror. Inga underarter finns listade.